# Julius von Helldorff
Julius Heinrich von Helldorff  (* 19. November 1827 in Merseburg; † 16. Januar 1908 ebenda) war Rittergutsbesitzer von Ober- und Niederrundstedt, Landrat und Mitglied des deutschen Reichstags.

## Leben

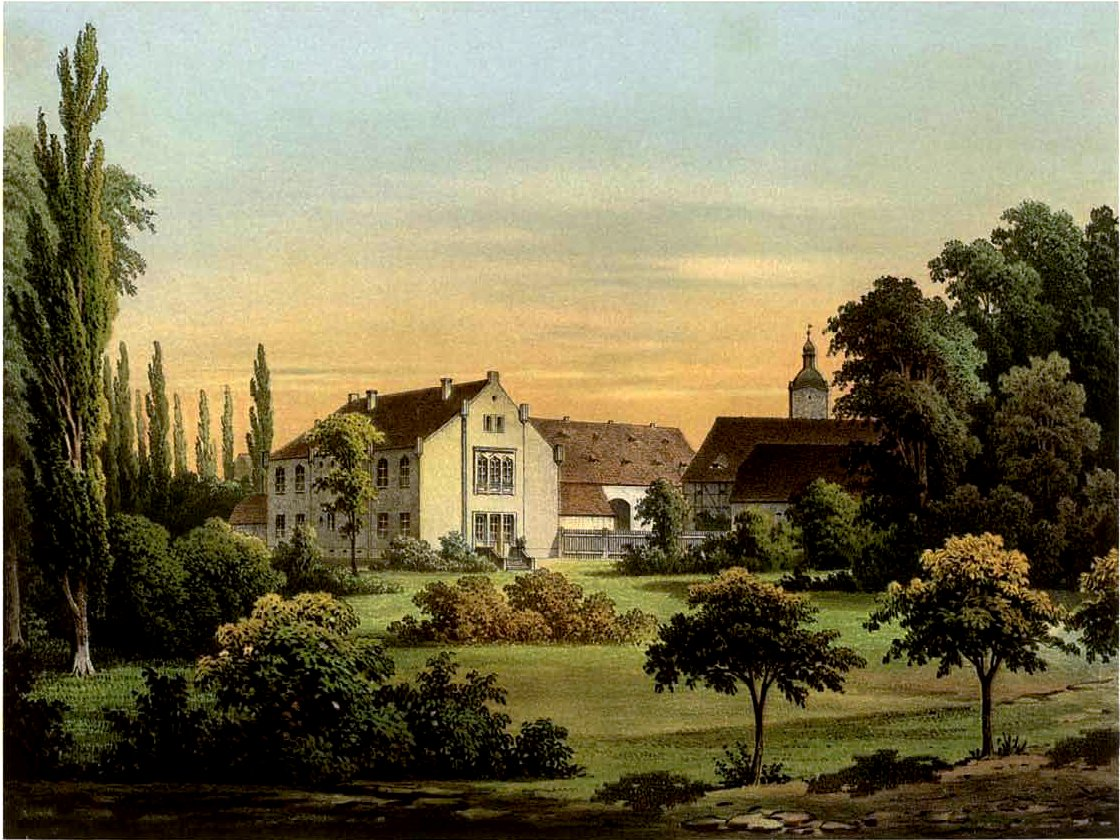
Rittergut Runstedt um 1860, Sammlung Duncker

Helldorff war der zweite Sohn des Kammerherrn Wolf Graf von Helldorff. Da der Grafentitel an das Recht des Erstgeburt und an den Besitz des Rittergutes Wohlmirstedt gebunden war, konnte er den Grafentitel nicht führen. Er war Rittergutsbesitzer auf Runstedt und von 1877 bis 1884 Landrat in Merseburg. Runstedt musste 1932 einem Tagebau weichen.
Von 1878 bis 1881 war er Mitglied des Deutschen Reichstages für die Deutsche Reichspartei und den Wahlkreis Merseburg 7 (Querfurt, Merseburg).
Er war seit 1850  Mitglied des Corps Borussia Bonn.
Julius heiratete am 14. Mai 1867 in Frankleben Anna von Bose (1839–1907) und hatte mit ihr folgende Kinder:
- Ferdinand (* 1869)

⚭ 1895 Dorothea von Holy-Poniecitz (* 1874), gesch. 1926
⚭ 1927 Ida Köppe (* 1893)
- Eva (* 1874) ⚭ 1893 Friedrich Graf von Rantzau († 1939)
- Julius (* 1877) ⚭ 1924 Gisela von Ohlendorff (* 1889)